# 高萩晴子
高萩 晴子（たかはぎ はるこ、1972年6月4日 - ）は、日本の女性声優。以前は東京俳優生活協同組合に所属していた。

## 出演
太字はメインキャラクター。

### テレビアニメ
- 1998年
  - ブレンパワード（ネリー・キム[1]）
- 1999年
  - モンスターファーム～円盤石の秘密～（リリム）

### ゲーム
- 新宿ラビリンス（美奈、ミルフィ）

### 吹き替え
- マーサ・ミーツ・ボーイズ